# مارکرسباخ
مارکرسباخ (به آلمانی: Markersbach) یک منطقهٔ مسکونی در آلمان است که در Raschau-Markersbach واقع شده‌است. مارکرسباخ  ۱٬۸۹۴ نفر جمعیت دارد.